# Brasil nos Jogos Olímpicos de Inverno de 1992
O Brasil participou dos Jogos Olímpicos de Inverno de 1992 em Albertville, na França. Foi a primeira participação do país em Jogos Olímpicos de Inverno.

## Desempenho

### Esqui alpino
| Atleta                  | Evento                   | Final   | Final |
| Atleta                  | Evento                   | Tempo   | Pos.  |
| ----------------------- | ------------------------ | ------- | ----- |
| Christian Lothar Munder | downhill masculino       | 2:07.34 | 41º   |
| Christian Lothar Munder | super-G masculino        | 1:21.07 | 55º   |
| Sérgio Schuler          | super-G masculino        | 1:27.41 | 75º   |
| Marcelo Apovian         | super-G masculino        | 1:27.87 | 76º   |
| Hans Egger              | super-G masculino        | 1:35.88 | 86º   |
| Sérgio Schuler          | slalom gigante masculino | 2:42.61 | 64º   |
| Marcelo Apovian         | slalom gigante masculino | 2:48.04 | 73º   |
| Hans Egger              | slalom gigante masculino | DNF     | DNF   |
| Fábio Igel              | slalom gigante masculino | DNF     | DNF   |
| Hans Egger              | slalom masculino         | 2:24.51 | 48º   |
| Robert Scott Detlof     | slalom masculino         | 3:18.58 | 63º   |
| Sérgio Schuler          | slalom masculino         | DNF     | DNF   |
| Marcelo Apovian         | slalom masculino         | DNF     | DNF   |
| Evelyn Schuler          | super-G feminino         | 1:48.74 | 46º   |
| Evelyn Schuler          | slalom gigante feminino  | 2:58.32 | 40º   |

| Atleta                  | Evento                              | Downhill | Downhill | Slalom | Slalom | Total | Total |
| Atleta                  | Evento                              | Tempo    | Pos.     | Tempo  | Pos.   | Pts.  | Pos.  |
| ----------------------- | ----------------------------------- | -------- | -------- | ------ | ------ | ----- | ----- |
| Christian Lothar Munder | combinado downhill slalom masculino | 1:57.01  | 50º      | DNF    | DNF    | DNF   | DNF   |

Legenda
| Recorde mundial      | Recorde mundial (World record)               |                       | Recorde africano                      | Recorde africano (African) |                                           | Q | Classificado por posição (Qualified) |
| Recorde olímpico     | Recorde olímpico (Olympic record)            | Recorde da América    | Recorde da América (Americas)         | q                          | Classificado por melhor tempo (Qualified) |   |                                      |
| Melhor marca do ano  | Melhor marca do ano (World leading)          | Recorde asiático      | Recorde asiático (Asian)              | DNS                        | Não largou (Did not start)                |   |                                      |
| Recorde nacional     | Recorde nacional (National record)           | Recorde europeu       | Recorde europeu (European)            | DNF                        | Não terminou (Did not finish)             |   |                                      |
| Recorde pessoal      | Recorde pessoal do atleta (Personal best)    | Recorde da Oceania    | Recorde da Oceania (Oceania)          | DSQ / DQ                   | Desclassificado (Disqualified)            |   |                                      |
| Recorde da temporada | Recorde da temporada do atleta (Season best) | Recorde sul-americano | Recorde sul-americano (South America) | NM                         | Sem marca (No mark)                       |   |                                      |